# Le Paradis de Satan
Pour plus de détails, voir Fiche technique et Distribution.
Le Paradis de Satan est un film français réalisé par Félix Gandéra, sorti en 1938.

## Synopsis
Jean, ingénieur agronome, a accepté la mission dégradante de conduire à la ruine, sous couvert de l'administrer, une plantation de cacaoyers de São Tomé appartenant à Francesca, une jeune femme inexpérimentée.

## Fiche technique
- Titre : Le Paradis de Satan
- Réalisation : Félix Gandéra
- Assistant réalisateur : Jean Delannoy
- Scénario et dialogues : Félix Gandera, d'après le roman d'André Armandy publié dans le quotidien France-Soir[1]
- Photographie : Nicolas Hayer, Charles Suin et Pierre Méré
- Son : Georges Gérardot
- Décors : Eugène Lourié
- Montage : Maurice Genty et Jean Mondollot
- Musique : Michel Emer
- Production : Georges Legrand
- Pays :  France
- Format :  Noir et blanc - 1,37:1 - 35 mm - son mono
- Genre : Drame
- Durée : 85 minutes
- Date de sortie : 7 septembre 1938

## Distribution
- Jean-Pierre Aumont : Jean Larcher
- Jany Holt : Francesca
- Pierre Renoir : Aristopheles
- Lucas Gridoux : Le docteur Alcacer
- Marcelle Géniat : La marquise d'Amaral
- André Carnège : Vasco
- Joe Alex
- Jean Fay
- Annie France
- Jenny Burnay : May Malestroy
- René Génin : le prêtre
- Jacques Henley : Sir Nicholas
- Jean-Max : Malestroy, le banquier
- Anaclara